# Kafr Laqif
Kafr Laqif, en arabe : كفر لاقف, est un village du gouvernorat de Qalqilya en Palestine. Il est situé à 22 km au sud-ouest de Naplouse en Cisjordanie.
Selon le recensement du bureau central palestinien des statistiques, la localité compte une population de 1 039 habitants en 2017.